# Муссагалеев, Нурсултан Серкбаевич
Нурсултан Серкбаевич Муссагалеев (род. 25 июня 1997, Плодородный, Оренбургская область, Россия) — российский военнослужащий, гвардии старший лейтенант. Участник вторжения России на Украину, Герой Российской Федерации (2023). Глава Новосергиевского района со 2 апреля 2025 года. И. о. заместителя министра региональной и информационной политики Оренбургской области (6 февраля — 25 марта 2025).

## Биография
Родился 25 июня 1997 года в посёлке Плодородный Оренбургской области России.
Позже вместе с семьёй переехал в оренбургское село Судьбодаровку, где его отец работает дежурным подстанции, а его мама — в школе.
В 2015 году стал курсантом Рязанского гвардейского высшего воздушно-десантного командного училища имени генерала армии Маргелова.
После окончания училища служил командиром парашютно-десантного взвода, а затем командиром парашютно-десантной роты 104-го гвардейского десантно-штурмового полка, по другим данным — командиром разведывательного взвода 104-го полка 76-й гвардейской десантно-штурмовой Черниговской Краснознаменной ордена Суворова дивизии.
С 24 февраля 2022 года участвует во вторжении России в Украину. По данным СБУ, служил командиром разведывательного взвода 104-го полка. В ходе вторжения Муссагалеев принимал участие в так называемых «чистках» на оккупированной РФ части Киевской области, направленных на подавление движения сопротивления и запугивание жителей Бучанского района. Во время одной из таких карательных акций Муссагалеев приказал своим подчиненным похитить 29-летнего местного жителя, проезжавшего на автомобиле мимо российского блокпоста. Похищенного вывезли в лес в районе села Дмитровка, где долгое время жестоко пытали, а затем по приказу Мусагалеева расстреляли, оставив тело на месте преступления. В ходе расследования, СБУ получила показания российского военнопленного, СБУ опубликовали видео допроса российского пленного который подтвердил факт пыток и казни жителя района Буча. На основании собранных доказательств Муссагалеев признан подозреваемым по ст. 438 Уголовного кодекса Украины (нарушение законов и обычаев войны группой лиц). 7 июня 2023 года министром обороны РФ старшему лейтенанту Муссагалееву была вручена Звезда Героя Российской Федерации.
В 2024 году стал участником первого потока кадровой программы Время героев. 6 февраля 2025 года был назначен на должность и. о. заместителя министра региональной и информационной политики Оренбургской области.
25 марта 2025 года избран главой Новосергиевского района Оренбургской области. 2 апреля вступил в должность.

## Звания и награды
- Герой Российской Федерации (2023)[5]
- Орден Мужества
- Медаль ордена «За заслуги перед Отечеством» II степени с мечами
- Медаль «За боевые отличия»
- Медаль «За отвагу» (?)

## Семья
Отец — Серкбай Муссагалеев.